# Discographie de F.T. Island
Ci-dessous se trouve la discographie du groupe de rock sud-coréen F.T. Island. Ils ont débuté en 2007 avec Cheerful Sensibility.

## Albums

### Albums studio
| Titre                                                                                | Détails sur l'album                                                                 | Meilleure position | Meilleure position | Ventes              |        |        |        |
| Titre                                                                                | Détails sur l'album                                                                 | COR                | JPN                | Ventes              |        |        |        |
| Coréen                                                                               | Coréen                                                                              | Coréen             | Coréen             | Coréen              | Coréen | Coréen | Coréen |
| ------------------------------------------------------------------------------------ | ----------------------------------------------------------------------------------- | ------------------ | ------------------ | ------------------- | ------ | ------ | ------ |
| Cheerful Sensibility                                                                 | - Sortie: 7 juin 2007 - Label: FNC Music - Format: CD, téléchargement               | 6                  | —                  | - COR: 83,000+      |        |        |        |
| Colorful Sensibility                                                                 | - Sortie: 22 août 2008 - Label: FNC Music - Format: CD, téléchargement              | —                  | —                  | - COR: 40,000+      |        |        |        |
| Colorful Sensibility Part 2                                                          | - Sortie: 17 octobre 2008 - Label: FNC Music - Format: CD, téléchargement           | —                  | —                  |                     |        |        |        |
| Cross & Change                                                                       | - Sortie: 16 juillet 2009 - Label: FNC Music - Format: CD, téléchargement           | —                  | —                  |                     |        |        |        |
| Five Treasure Box                                                                    | - Sortie: 10 septembre 2012 - Label: FNC Entertainment - Format: CD, téléchargement | 1                  | —                  | - COR: 53,439+      |        |        |        |
| I Will                                                                               | - Sortie: 23 mars 2015 - Label: FNC Entertainment - Format: CD, téléchargement      | 1                  | —                  | - COR: 47,660+      |        |        |        |
| Where's the Truth?                                                                   | - Sortie: 18 juillet 2016 - Label: FNC Entertainment - Format: CD, téléchargement   | 1                  | 22                 | - COR: - JPN: 2,801 |        |        |        |
| Over 10 Years                                                                        | - Sortie: 7 juin 2017 - Label: FNC Entertainment - Format: CD, téléchargement       |                    |                    |                     |        |        |        |
| WHAT IF                                                                              | - Sortie: 26 juillet 2018 - Label: FNC Entertainment - Format: CD, téléchargement   |                    |                    |                     |        |        |        |
| Japonais                                                                             |                                                                                     |                    |                    |                     |        |        |        |
| So Long, Au Revoir                                                                   | - Sortie: 16 décembre 2009 - Label: AI Entertainment - Format: CD, téléchargement   | —                  | 95                 |                     |        |        |        |
| Japan Special Album Vol. 1                                                           | - Sortie: 15 avril 2010 - Label: Warner Music Japan - Format: CD, téléchargement    | —                  | —                  | - COR: 8,185+       |        |        |        |
| Five Treasure Island                                                                 | - Sortie: 18 mai 2011 - Label: Warner Music Japan - Format: CD, téléchargement      | —                  | 1                  | - JPN: 46,870+      |        |        |        |
| 20 (Twenty)                                                                          | - Sortie: 16 mai 2012 - Label: Warner Music Japan - Format: CD, téléchargement      | —                  | 4                  | - JPN: 44,603+      |        |        |        |
| Rated-FT                                                                             | - Sortie: 5 juin 2013 - Label: Warner Music Japan - Format: CD, téléchargement      | —                  | 3                  | - JPN: 36,857+      |        |        |        |
| New Page                                                                             | - Sortie: 28 mai 2014 - Label: Warner Music Japan - Format: CD, téléchargement      | —                  | 6                  | - JPN: 25,347+      |        |        |        |
| 5.....Go                                                                             | - Sortie: 13 mai 2015 - Label: Warner Music Japan - Format: CD, téléchargement      | —                  | 3                  | - JPN: 30,986+      |        |        |        |
| N.W.U                                                                                | - Sortie: 6 avril 2016 - Label: Warner Music Japan - Format: CD, téléchargement     | —                  | 3                  | - JPN: 23,605+      |        |        |        |
| United Shadows                                                                       | - Sortie: 12 avril 2017 - Label: Warner Music Japan - Format: CD, téléchargement    |                    |                    |                     |        |        |        |
| Planet Bonds                                                                         | - Sortie: 11 mars 2018 - Label: Warner Music Japan - Format: CD, téléchargement     |                    |                    |                     |        |        |        |
| "—" signifie que le morceau n'a pas été classé ou n'est pas sorti dans cette région. |                                                                                     |                    |                    |                     |        |        |        |

### Albums repackage
| The Refreshment (Vol. 1.5)                                                           | - Sortie: 3 décembre 2007 - Label: FNC Music - Format: CD, téléchargement | — | — | - COR: 40,000+ |
| Double Date                                                                          | - Sortie: 26 octobre 2009 - Label: FNC Music - Format: CD, téléchargement | — | — |                |
| "—" signifie que le morceau n'a pas été classé ou n'est pas sorti dans cette région. |                                                                           |   |   |                |

### Albums compilatifs
| Titre                                                                                | Détails sur l'album                                                                                     | Meilleure position | Meilleure position | Ventes         |        |        |        |
| Titre                                                                                | Détails sur l'album                                                                                     | COR                | JPN                | Ventes         |        |        |        |
| Coréen                                                                               | Coréen                                                                                                  | Coréen             | Coréen             | Coréen         | Coréen | Coréen | Coréen |
| ------------------------------------------------------------------------------------ | --- | ------------------ | ------------------ | -------------- | ------ | ------ | ------ |
| FTIsland Japan Best - All About                                                      | - Sortie: 8 octobre 2014 - Label: FNC Entertainment, CJ E&M Music and Live - Format: CD, téléchargement | 1                  | —                  | - COR: 16,555+ |        |        |        |
| Japonais                                                                             | |                    |                    |                |        |        |        |
| Best Recommendation For JAPAN – Our Favorite Korean Songs                            | - Sortie: 28 septembre 2011 - Label: Warner Music Japan - Format: CD, téléchargement                    | —                  | 3                  | - JPN: 31,194+ |        |        |        |
| The Single Collection                                                                | - Sortie: 18 septembre 2013 - Label: Warner Music Japan - Format: CD, téléchargement                    | —                  | 9                  | - JPN: 14,582+ |        |        |        |
| "—" signifie que le morceau n'a pas été classé ou n'est pas sorti dans cette région. | |                    |                    |                |        |        |        |

### EPs
| Titre                                                                                | Détails sur l'album                                                                 | Meilleure position | Meilleure position | Ventes         |        |        |        |
| Titre                                                                                | Détails sur l'album                                                                 | COR                | JPN                | Ventes         |        |        |        |
| Coréen                                                                               | Coréen                                                                              | Coréen             | Coréen             | Coréen         | Coréen | Coréen | Coréen |
| ------------------------------------------------------------------------------------ | ----------------------------------------------------------------------------------- | ------------------ | ------------------ | -------------- | ------ | ------ | ------ |
| Jump Up                                                                              | - Sortie: 11 février 2009 - Label: FNC Music - Format: CD, téléchargement           | —                  | —                  |                |        |        |        |
| Beautiful Journey                                                                    | - Sortie: 25 août 2010 - Label: FNC Music - Format: CD, téléchargement              | 2                  | —                  | - COR: 45,294+ |        |        |        |
| Return                                                                               | - Sortie: 24 mai 2011 - Label: FNC Music - Format: CD, téléchargement               | 1                  | —                  | - COR: 52,932+ |        |        |        |
| Memory in FTISLAND                                                                   | - Sortie: 10 octobre 2011 - Label: FNC Music - Format: CD, téléchargement           | 2                  | —                  | - COR: 36,143+ |        |        |        |
| Grown-Up                                                                             | - Sortie: 31 janvier 2012 - Label: FNC Music - Format: CD, téléchargement           | 1                  | —                  | - COR: 60,891+ |        |        |        |
| Thanks to                                                                            | - Sortie: 23 septembre 2013 - Label: FNC Entertainment - Format: CD, téléchargement | 2                  | —                  | - COR: 34,249+ |        |        |        |
| The Mood                                                                             | - Sortie: 18 novembre 2013 - Label: FNC Entertainment - Format: CD, téléchargement  | 1                  | —                  | - COR: 36,393+ |        |        |        |
| Japonais                                                                             |                                                                                     |                    |                    |                |        |        |        |
| Prologue of F.T. Island: Soyogi                                                      | - Sortie: 7 juin 2008 - Label: AI Entertainment - Format: CD, téléchargement        | —                  | 124                |                |        |        |        |
| "—" signifie que le morceau n'a pas été classé ou n'est pas sorti dans cette région. |                                                                                     |                    |                    |                |        |        |        |

## Singles

### Singles coréens
| 2007                                                                                 | 사랑앓이 ("Lovesick")                               | 1              |                             | Cheerful Sensibility |
| 2007                                                                                 | 천둥 ("Thunder")                                    | 1              |                             | Cheerful Sensibility |
| 2007                                                                                 | 너 올때까지 ("Until You Come Back")                 | 1              | The Refreshment             |                      |
| 2008                                                                                 | 사랑후애 ("After Love")                             | 3              | Colorful Sensibility        |                      |
| 2008                                                                                 | Heaven                                              |                | Colorful Sensibility Part 2 |                      |
| 2009                                                                                 | 나쁜 여자야 ("Bad Woman")                           | Jump Up        |                             |                      |
| 2009                                                                                 | 바래 ("I Hope")                                     | Cross & Change |                             |                      |
| 2009                                                                                 | 러브레터 ("Love Letter") (sous-groupe: F.T. Triple) | Double Date    |                             |                      |
| 2010                                                                                 | 사랑사랑사랑 ("Love Love Love")                     | 1              | - COR (DL): 1,781,877+      | Beautiful Journey    |
| 2011                                                                                 | Hello Hello                                         | 6              | - COR (DL): 1,578,301+      | Return               |
| 2011                                                                                 | 새들처럼 ("Like Birds")                             | 20             | - COR (DL): 804,127+        | Memory In FT Island  |
| 2012                                                                                 | 지독하게 ("Severely")                               | 3              | - COR (DL): 2,291,448+      | Grown Up             |
| 2012                                                                                 | 좋겠어 ("I Wish")                                   | 8              | - COR (DL): 876,111+        | Five Treasure Box    |
| 2013                                                                                 | "Memory"                                            | 17             | - COR (DL): 190,245+        | Thanks to            |
| 2013                                                                                 | 미치도록 ("Madly")                                  | 15             | - COR (DL): 136,663+        | The Mood             |
| 2015                                                                                 | "To The Light"                                      | 84             | - COR (DL): 27,521+         |                      |
| 2015                                                                                 | "Pray"                                              | 21             | - COR (DL): 27,521+         | I Will               |
| 2016                                                                                 | "Take Me Now"                                       | ?              | - COR (DL): 21,276+         | Where's the Truth    |
| "—" signifie que le morceau n'a pas été classé ou n'est pas sorti dans cette région. |                                                     |                |                             |                      |

### Singles japonais
| Année                                                                                | Single             | Informations sur l'album                                       | Liste des pistes | Meilleure position | Meilleure position | Album                  | Ventes                            |
| Année                                                                                | Single             | Informations sur l'album                                       | Liste des pistes | JPN                | COR                | Album                  | Ventes                            |
| ------------------------------------------------------------------------------------ | ------------------ | -------------------------------------------------------------- | ---------------- | ------------------ | ------------------ | ---------------------- | --------------------------------- |
| 2008                                                                                 | "The One"          | So Long, Au Revoir - Sortie : 16 décembre 2009                 |                  | 24                 | —                  | So Long, Au Revoir     |                                   |
| 2009                                                                                 | "I Believe Myself" | So Long, Au Revoir - Sortie : 16 décembre 2009                 |                  | 51                 | —                  | So Long, Au Revoir     |                                   |
| 2009                                                                                 | "Raining"          | So Long, Au Revoir - Sortie : 16 décembre 2009                 |                  | 69                 | —                  | So Long, Au Revoir     |                                   |
| 2010                                                                                 | "Flower Rock"      | Flower Rock - Langue : japonais - Sortie : 19 mai 2010         |                  | 4                  | 4                  | - Five Treasure Island | JPN: 13,913+ [9] COR: 4,100+ [10] |
| 2010                                                                                 | "Brand-new Days"   | Brand-new Days - Langue : japonais - Sortie : 14 juillet 2010  |                  | 11                 | 5                  | - Five Treasure Island | JPN: 12,286+ [9][10]              |
| 2010                                                                                 | "So Today..."      | So Today... - Langue : japonais - Sortie : 17 novembre 2010    |                  | 8                  | 4                  | - Five Treasure Island | JPN: 27,842+ [11]                 |
| 2011                                                                                 | "Satisfaction"     | SATISFACTION - Langue : japonais - Sortie : 20 avril 2011      |                  | 2                  | —                  | - Five Treasure Island | JPN: 38,359+ [13][14]             |
| 2011                                                                                 | "Let It Go!"       | Let It Go! - Langue : japonais - Sortie : 27 juillet 2011      |                  | 4                  | —                  | 20 (Twenty)            | JPN: 36,524+ [15][16]             |
| 2011                                                                                 | "Distance"         | Distance - Langue : japonais - Sortie : 30 novembre 2011       |                  | 4                  | —                  | 20 (Twenty)            | JPN: 42,497 [12][13]              |
| 2012                                                                                 | "Neverland"        | Neverland - Langue : japonais - Sortie : 18 avril 2012         |                  | 10                 | —                  | 20 (Twenty)            | JPN: 30,500+ [14][15]             |
| 2012                                                                                 | "Top Secret"       | Top Secret - Langue : japonais - Sortie : 8 août 2012          |                  | 6                  | —                  | - Rated-FT             | JPN: 34,000+ [12]                 |
| 2012                                                                                 | "Polar Star"       | Polar Star - Langue : japonais - Sortie : 28 novembre 2012     |                  | 4                  | —                  | - Rated-FT             | JPN: 35,000+ [13]                 |
| 2013                                                                                 | "You Are My Life"  | You Are My Life - Langue : japonais - Sortie : 27 mars 2013    |                  | 5                  | —                  | - Rated-FT             | JPN: 32,109+                      |
| 2013                                                                                 | "Shiawase Theory"  | Shiawase Theory - Langue : japonais - Sortie : 24 juillet 2013 |                  | 5                  | —                  | New Page               | JPN: 26,131+                      |
| 2014                                                                                 | "Beautiful"        | Beautiful - Langue : japonais - Sortie : 22 janvier 2014       |                  | 8                  | —                  | New Page               | JPN: 18,438+                      |
| 2014                                                                                 | "Mitaiken Future"  | Mitaiken Future - Langue : japonais - Sortie : 2 avril 2014    |                  | 5                  | —                  | New Page               | JPN: 24,097+                      |
| 2014                                                                                 | "To the Light"     | To the Light - Langue : japonais - Sortie : 15 octobre 2014    |                  | 8                  | —                  | - 5.....Go             | JPN: 23,364+                      |
| 2015                                                                                 | "Puppy"            | Puppy - Langue : japonais - Sortie : 16 septembre 2015         |                  | –                  | —                  |                        | JPN:                              |
| "—" signifie que le morceau n'a pas été classé ou n'est pas sorti dans cette région. |                    |                                                                |                  |                    |                    |                        |                                   |

## Bandes-son
| Année | Chanson                                               | Artistes                     | Album                    |
| ----- | ----------------------------------------------------- | ---------------------------- | ------------------------ |
| 2007  | 사랑을 보았나봐 ("I Think I Saw Love")                | F.T. Island                  | Insooni is Pretty OST    |
| 2007  | 요즘 나는 ("Lately I")                                | Lee Hong-gi et Nam Gyu-ri    | Unstoppable Marriage OST |
| 2008  | 한가지 말 ("One Word")                                | F.T. Island                  | On Air OST               |
| 2008  | 눈물이 흐른다 (F.T Island Ver.) ("Tears are Falling") | F.T. Island                  | Love Song 2008           |
| 2009  | 약속 ("Promise")                                      | Lee Hong-gi et Jung Yong-hwa | You're Beautiful OST     |
| 2009  | 하늘에서 내려와 ("Descend From The Sky")              | Oh Won Bin et Miss $         | You're Beautiful OST     |
| 2009  | 여전히 ("Still")                                      | F.T. Island                  | You're Beautiful OST     |
| 2010  | 모르시죠 ("Don't You Know")                           | F.T. Island                  | Master of Study OST      |
| 2010  | 슬픈 언약식                                           | F.T. Island                  | TWENTYth Urban           |
| 2011  | ハルカ ("Haruka")                                     | F.T. Island                  | Muscle Girl OST          |
| 2011  | いつか ("Itsuka")                                     | F.T. Island                  | Muscle Girl OST          |
| 2011  | 꼭은 아니더라도.. ("Even If It's Not Necessary..")    | F.T. Island                  | Heartstrings OST         |
| 2012  | Neverland                                             | F.T. Island                  | Ozuma OST                |
| 2013  | I'm saying                                            | Lee Hong-gi                  | The Heirs OST            |
| 2014  | Words I Have Yet To Say                               | Lee Hong-gi                  | Bride of the Century OST |
| 2014  | 사랑이 올 때 (When Love Comes) (Acoustic Ver.)        | Lee Hong-gi                  | Modern Farmer OST        |
| 2014  | Do or Die                                             | Lee Hong-gi                  | Modern Farmer OST        |

## Vidéographie

### Clips
| Année | Album                          | Clip                                                              | Durée | Notes |
| ----- | ------------------------------ | ----------------------------------------------------------------- | ----- | --- |
| 2007  | Cheerful Sensibility           | "I Am Happy"                                                      | 3:42  | Ft. Jung Yoon-hak de Choshinsung et Song Ji-hyuk                                                                 |
| 2007  | Cheerful Sensibility           | "Lovesick"                                                        | 4:08  | Chanson de début, ft. Eunjung des T-ARA, Kim Kwang-su des Choshinsung, Park Geon-il, Song Ji-hyuk et Kim Sung-je |
| 2007  | Cheerful Sensibility           | "FT Island"                                                       | 3:46  | - |
| 2007  | Cheerful Sensibility           | "Thunder" & "Only One Person"                                     | 9:23  | Ft. Eunjung (T-ARA), l'actrice Min Hyo-rin et Jung So Young                                                      |
| 2007  | Cheerful Sensibility           | "A Man's First Love Follows Him to the Grave" & "Only One Person" | 7:42  | Ft. Eunjung (T-ARA), l'actrice Min Hyo-rin et Jung So Young                                                      |
| 2007  | Insooni is Pretty OST          | "I Think I Saw Love"                                              | 3:47  | - |
| 2007  | The Refreshment                | "Until You Come Back" & "A Person Who's Closer To Tears"          | 7:39  | - |
| 2008  | On Air OST                     | "One Word"                                                        | 4:27  | - |
| 2008  | Love Song 2008                 | "Tears are Falling (FT Island Ver.)"                              | 1:30  | - |
| 2008  | Prologue of FT Island - soyogi | "Friendship"                                                      | 4:22  | - |
| 2008  | Prologue of FT Island - soyogi | "Soyogi"                                                          | 5:11  | - |
| 2008  | Colorful Sensibility           | "After Love"                                                      | 4:32  | - |
| 2008  | Colorful Sensibility           | "Girls Don't Know"                                                | 4:15  | N'est pas sorti                                                                                                  |
| 2008  | Colorful Sensibility Part 2    | "Heaven" & "Love Is..."                                           | 8:19  | Ft. Hyomin des T-ARA, l'actrice Kang Jung Hwa                                                                    |
| 2008  | Colorful Sensibility Part 2    | "Heaven"                                                          | 6:33  | Ft. Hyomin des T-ARA, l'actrice Kang Jung Hwa                                                                    |
| 2009  | Jump Up                        | "Bad Woman"                                                       | 3:59  | Ft. l'actrice Seo Hyo-rim                                                                                        |
| 2009  | Jump Up                        | "Missing U"                                                       | 3:37  | - |
| 2009  | Cross & Change                 | "I Hope"                                                          | 4:53  | - |
| 2009  | Double Date                    | "Love Letter"                                                     | 4:01  | - |
| 2009  | So Long, Au Revoir             | "Raining"                                                         | 5:04  | - |
| 2010  | Flower Rock                    | "Flower Rock"                                                     | 4:14  | - |
| 2010  | Brand-New Days                 | "Brand New Days"                                                  | 4:28  | - |
| 2010  | Brand-New Days                 | "Treasure"                                                        | 4:51  | - |
| 2010  | Beautiful Journey              | "Love Love Love"                                                  | 4:03  | - |
| 2010  | So Today...                    | "So Today..."                                                     | 4:07  | - |
| 2011  | Five Treasure Island           | "Haruka"                                                          | 4:16  | - |
| 2011  | Return                         | "Hello Hello"                                                     | 4:08  | - |
| 2011  | Satisfaction                   | "Satisfaction"                                                    | 4:08  | - |
| 2011  | Let it go!                     | "Let it go!"                                                      | 3:42  | - |
| 2011  | Memory In FT Island            | "Like Birds"                                                      | 3:30  | - |
| 2011  | Distance                       | "Distance"                                                        | 5:16  | - |
| 2012  | Grown Up                       | "Severely"                                                        | 6:48  | Ft. Seolhyun des AOA                                                                                             |
| 2012  | Neverland                      | "Neverland"                                                       | 3:57  | - |
| 2012  | 20 (Twenty)                    | "Stay"                                                            | 4:23  | - |
| 2012  | Top Secret                     | "Top Secret"                                                      | 3:59  | - |
| 2012  | Five Treasure Box              | "I Wish"                                                          | 3:40  | Ft. Hyejeong des AOA                                                                                             |
| 2012  | Polar Star                     | "Polar Star"                                                      | 4:03  | - |
| 2013  | You Are My Life                | "You Are My Life"                                                 | 3:52  | - |
| 2013  | Rated-FT                       | "Freedom"                                                         | 3:42  | - |
| 2013  | Rated-FT                       | Orange Sky                                                        | 4:54  | - |
| 2013  | Thanks To                      | "Memory"                                                          | 3:21  | - |
| 2013  | The Mood                       | "Madly"                                                           | 4:21  | Avec la stagiaire de FNC Jung Mimi                                                                               |
| 2014  | New Page                       | "Beautiful"                                                       | 5:22  | - |
| 2014  | New Page                       | "Mitaiken Future"                                                 | 3:43  | - |
| 2014  | New Page                       | "Be Free"                                                         | 3:54  | - |
| 2014  | To The Light                   | "To The Light"                                                    | 3:42  | Version japonaise                                                                                                |
| 2015  | I WILL                         | "To The Light"                                                    | 4:00  | Version coréenne                                                                                                 |
| 2015  | I WILL                         | "Pray"                                                            | 4:20  | - |
| 2015  | 5.....Go                       | "Primavera"                                                       | 4:38  | - |
| 2015  | Where Is My Puppy              | "Puppy"                                                           | 3:43  | - |
| 2016  | N.W.U                          | "You Don't Know Who I Am"                                         | 3:30  | - |
| 2016  | Where's the Truth              | "Take Me Now"                                                     | 4:30  | - |
| 2016  | TBA                            | "Just Do It"                                                      | 4:27  | - |